# Ivan Štoll
Ivan Štoll (10. prosince 1935 Moskva – 5. září 2017 Praha) byl český fyzik, pedagog a popularizátor vědy, veřejnosti známý jako odborník na kulový blesk a autor desítek populárních publikací z fyziky a jejích dějin.

## Život
Po studiu na Matematicko-fyzikální fakultě UK v Praze (1955) absolvoval Fyzikální fakultu Moskevské státní univerzity, obor fyzika atomového jádra (prof. M. A. Leontovič, 1961). Poté pracoval v Ústavu jaderných výzkumů v Řeži u Prahy.
Celý svůj další život pak spojil s Fakultou jadernou a fyzikálně inženýrskou ČVUT v Praze (1962-2016), kde působil také jako vedoucí katedry fyziky (1972–1991) a děkan (1973–1988). Pod jeho vedením fakulta vybudovala mimo jiné i zkušební jaderný reaktor VR-1 Vrabec v pražské Troji určený pro výchovu jaderných expertů. Jeho odborným zájmem byla fyzika plazmatu, kvantová elektronika a v posledních letech života zejména historie fyziky. V letech 1968–1970 působil v rámci stáže Kanadské atomové komise na Saskatchewanské univerzitě v kanadském Saskatoonu.

## Dílo
Je autorem řady popularizačních publikací (Paprsek budoucnosti, 1974; Tajemství kulového blesku, 1987; Objevitelé přírodních zákonů, 1997, Věda a technika v českých zemích, s J. Hozákem, 2002), středoškolských i vysokoškolských učebnic fyziky (Elektřina a magnetismus, s Bedřichem Sedlákem, 2002, Klasická teoretická fyzika, s J. Tolarem a I. Jexem, 2017), skript (Teoretická fyzika, s J. Tolarem, 1992; Energie pro 21. století, s B. Heřmanským, 1992; Mechanika, 2003) a publikací z historie vědy (Praha – jeviště vědy, 2005, Jan Marek Marci, 1996; Christian Doppler, 2003; Archimedes – s J. Bečvářem, 2005). Byl koordinátorem českého překladu Feynmanových Přednášek z fyziky (1999–2001). V roce 2009 vydal monografii Dějiny fyziky, oceňovanou jako základní původní dílo v tomto oboru. Podílel se také na řadě scénářů k dokumentárním filmům, zejména k dvanáctidílnému seriálu Praha – jeviště vědy (režie Martin Štoll, 2000). Mimo svá hlavní témata zpracoval esejistickou formou své dojmy ze setkání s kanadskými indiány v knize Radil jsem se s vlky (2011).

## Ocenění
- Vyznamenání Za vynikající práci (1979)[2]
- Medaile Jana Amose Komenského (2000)
- Zlatá stuha za nejlepší knihu pro děti a mládež (2002)
- Cena rektora ČVUT za prestižní vědeckou monografii (2010)